# Donald Arthur
Donald Arthur, född 29 april 1937 i New York, USA, död 21 september 2016, var en tyskspråkig amerikansk skådespelare, manusförfattare och dialogregissör.

## Filmografi
- 1997 - En råttas bekännelse
- 1985 – Sällskapsresan II – Snowroller
- 1983 – Kalabaliken i Bender
- 1981 – Montenegro eller Pärlor och svin